# Romulea flava
Romulea flava là một loài thực vật có hoa trong họ Diên vĩ. Loài này được (Lam.) M.P.de Vos miêu tả khoa học đầu tiên năm 1970.